# 山野博大
山野 博大（やまの はくだい、1936年（昭和11年）4月10日 - 2021年（令和3年）2月5日）は、日本の舞踊評論家。

## 略歴
東京都生まれ。日本のバレエ創生期のスターで、『白鳥の湖』全幕を最初に踊った松尾明美（1919～2013年）に憧れて舞踊の世界に入る。慶應義塾大学法学部在学中から新聞や雑誌等に公演批評、作品解説等を執筆するようになった。1959年、慶應義塾大学法学部卒業。1960年、他の批評家、舞踊家らと「二十世紀舞踊の会」を立ち上げる。この会では、うらわまこと、池宮信夫、市川雅などの若手批評家たち、小杉武久らのグループ音楽、そしてさまざまな分野の舞踊家が、新しい表現を追求していたモダンダンスの邦千谷のスタジオに集まって、舞踊やパフォーマンス、トーク、シンポジウムなどを行った。大野一雄、土方巽など舞踏家も参加していた。
文化庁の文化審議会政策部会、同芸術祭、同芸術団体重点支援事業協力者会議、同人材育成支援事業協力者会議、日本芸術文化振興会舞踊関係委員などの要職を歴任した。文化勲章、文化功労者などの選考・推薦に関わる一方で、埼玉全国舞踊コンクールやNBA全国バレエコンクールなど伝統ある国内舞踊関連の賞やコンクールコンクールの選考・審査にもあたった。有明教育芸術短期大学、武蔵野音楽大学で舞踊史を講義する一方で、「舞踊批評塾」を主宰した。新国立劇場刊行『日本洋舞史年表』編集にも参画した。これらの60年以上の活動による膨大な資料は、新国立劇場の舞踊データーベースの基礎となった。
2006年、永年にわたる舞踊評論活動の功績により、文化庁長官表彰を受ける。2010年、インターネット舞踊批評専門誌として「The Dance Times」を立ち上げ、日本の舞台に次々と登場してくる舞踊を批評し、リアルタイムで届けた。2018年、文化庁創立50周年功労者記念表彰を受ける。
死去の前日も、いつもと変わらぬ様子で笠井叡の公演を観ていた。2021年2月5日、右総腸骨動脈瘤破裂のため死去。享年84。
舞踊学会、ジャパン・コンテンポラリーダンス・ネットワーク、日本洋舞史研究会等に所属。貝谷八百子、谷桃子、志賀美也子、有馬五郎、庄司裕らが所属した「まよい句会」同人だった。

## 著作
- 山野博大編『踊る人にきく　日本の洋舞を築いた人たち』三元社、2014年

- 山野博大監修・川島京子編『牧阿佐美バレヱ団60年史 = 60th anniversary history of Asami Maki Ballet』牧阿佐美バレヱ団、2016年